# Episodi di I Hate Suzie (prima stagione)
La prima stagione della serie televisiva I Hate Suzie, composta da otto episodi, è stata resa disponibile nel Regno Unito il 27 agosto 2020 su Sky Box Sets e Now ed è stata trasmessa sul canale Sky Atlantic dal 27 agosto al 15 ottobre 2020.
In Italia, la stagione è andata in onda in prima visione sul canale satellitare Sky Atlantic dal 3 al 24 luglio 2021.
| nº | Titolo originale | Titolo italiano | Pubblicazione UK | Prima TV Italia |
| -- | ---------------- | --------------- | ---------------- | --------------- |
| 1  | Shock            | Shock           | 27 agosto 2020   | 3 luglio 2021   |
| 2  | Denial           | Negazione       | 27 agosto 2020   | 3 luglio 2021   |
| 3  | Fear             | Paura           | 27 agosto 2020   | 10 luglio 2021  |
| 4  | Shame            | Vergogna        | 27 agosto 2020   | 10 luglio 2021  |
| 5  | Bargaining       | Negoziazione    | 27 agosto 2020   | 17 luglio 2021  |
| 6  | Guilt            | Senso di colpa  | 27 agosto 2020   | 17 luglio 2021  |
| 7  | Anger            | Rabbia          | 27 agosto 2020   | 24 luglio 2021  |
| 8  | Acceptance       | Accettazione    | 27 agosto 2020   | 24 luglio 2021  |